# Якуб Клепіш
Якуб Клепіш (чеськ. Jakub Klepiš; 5 червня 1984, м. Прага, ЧССР) — чеський хокеїст, центральний нападник. Виступає за «Оцеларжи» у Чеській Екстралізі.
Вихованець хокейної школи «Славія» (Прага). Виступав за «Славія» (Прага), «Портленд Вінтергокс» (ЗХЛ), «Портленд Пайретс» (АХЛ), «Герші Берс» (АХЛ), «Вашингтон Кепіталс», «Авангард» (Омськ), «Салават Юлаєв» (Уфа), «Динамо» (Москва), «Лев» (Прага), «Фер'єстад» (Карлстад).
В чемпіонатах НХЛ — 66 матчів (4+10). У чемпіонатах Чехії — 106 матчів (11+22), у плей-оф — 40 матчів (15+10).
У складі національної збірної Чехії учасник чемпіонатів світу 2008, 2009, 2010, 2014 і 2015 (35 матчів, 6+13). У складі молодіжної збірної Чехії учасник чемпіонатів світу 2003 і 2004. У складі юніорської збірної Чехії учасник чемпіонату світу 2002.
Досягнення
- Чемпіон світу (2010)
- Чемпіон Чехії (2003, 2008)
- Володар Кубка Гагаріна (2011, 2012)
- Володар Кубка Колдера (2006)
- Учасник матчу усіх зірок КХЛ (2009)
- Бронзовий призер юніорського чемпіонату світу (2002).